# Витебский парк (станция)
Витебский парк — грузовая станция Витебского направления Октябрьской железной дороги.
Расположена рядом с городом Дно, на перегоне  Гачки - Дно, в Дновском районе Псковской области.

## Путевое развитие
На станции установлен в качестве памятника паровоз ЭМ № 728-23, построенный в Луганске в 1933 году. На станции существует железнодорожный музей.